# Přebor Středočeského kraje 2018/2019
Ondrášovka krajský přebor (jednu ze skupin 5. fotbalové ligy) hrálo v sezóně 2018/2019 16 klubů. Vítězem se stalo mužstvo SK Lhota.

## Systém soutěže
Kluby se střetly v soutěži každý s každým dvoukolovým systémem podzim–jaro, hrály tedy 30 kol.

## Nové týmy v sezoně 2018/19
- Z Divize C sestoupilo mužstvo FK Čechie Vykáň.
- Z I. A třídy postoupila mužstva TJ SK Hřebeč (vítěz skupiny A), SK Baník Libušín (2. místo ve skupině A), FK Bohemia Poděbrady (vítěz skupiny B) a FC Velim (3. místo ve skupině B).

## Výsledná tabulka
| Poř. | Tým                             | Z  | V  | VP | PP | P  | VG | OG | B  |
| ---- | ------------------------------- | -- | -- | -- | -- | -- | -- | -- | -- |
| 1.   | SK Lhota                        | 30 | 19 | 2  | 6  | 3  | 72 | 31 | 67 |
| 2.   | SK Poříčany                     | 30 | 19 | 4  | 2  | 5  | 87 | 41 | 67 |
| 3.   | SK Slaný                        | 30 | 18 | 4  | 2  | 6  | 73 | 34 | 64 |
| 4.   | SK Posázavan Poříčí nad Sázavou | 30 | 17 | 6  | 1  | 6  | 88 | 41 | 64 |
| 5.   | SK Sparta Kutná Hora            | 30 | 16 | 4  | 0  | 10 | 61 | 50 | 56 |
| 6.   | TJ Sokol Nespeky                | 30 | 14 | 4  | 4  | 8  | 48 | 35 | 54 |
| 7.   | TJ Klíčany                      | 30 | 12 | 2  | 4  | 12 | 68 | 51 | 44 |
| 8.   | FK Bohemia Poděbrady            | 30 | 10 | 4  | 3  | 13 | 51 | 57 | 41 |
| 9.   | TJ SK Hřebeč                    | 30 | 9  | 3  | 7  | 11 | 50 | 63 | 40 |
| 10.  | AFK Tuchlovice                  | 30 | 7  | 6  | 4  | 13 | 41 | 63 | 37 |
| 11.  | FC Velim                        | 30 | 9  | 2  | 5  | 14 | 41 | 52 | 36 |
| 12.  | SK Hvozdnice                    | 30 | 8  | 4  | 1  | 17 | 47 | 83 | 33 |
| 13.  | Sokol Nové Strašecí             | 30 | 8  | 2  | 3  | 17 | 44 | 79 | 31 |
| 14.  | FK Čechie Vykáň                 | 30 | 9  | 1  | 2  | 18 | 43 | 79 | 31 |
| 15.  | SK Spartak Příbram              | 30 | 7  | 2  | 3  | 18 | 40 | 68 | 28 |
| 16.  | SK Baník Libušín                | 30 | 5  | 3  | 6  | 16 | 39 | 66 | 27 |

Poznámky:
- Z = Odehrané zápasy; V = Vítězství; VP = Vítězství po penaltách; PP = Prohry po penaltách; P = Prohry; VG = Vstřelené góly; OG = Obdržené góly; B = Body
- Klub SK Lhota se postupu vzdal.[1]

|  | Postup do příslušné Divize (A, B nebo C) |
|  | Sestup do příslušné I. A třídy           |